# Neumühlen (Weiding)
Neumühlen ist ein Gemeindeteil der Gemeinde Weiding im Landkreis Cham des Regierungsbezirks Oberpfalz im Freistaat Bayern.

## Geografie
Neumühlen liegt auf dem Südufer des Chamb 1,5 Kilometer südlich von Weiding und 2 Kilometer östlich der Bundesstraße 20. Südwestlich von Neumühlen erhebt sich der 432 Meter hohe Fuchsbühl und südöstlich der 505 Meter hohe Hohenstein. Westlich von Neumühlen liegen mehrere Weiher, die aus einer Kiesgrube entstehen, darunter der etwa 7 Hektar große Neumühlenweiher. Nördlich von Neumühlen verläuft die Bahnstrecke Schwandorf–Furth im Wald. Der Haltepunkt Weiding ist 600 Meter von Neumühlen entfernt.

## Geschichte
1752 war das Amt Cham in ein Vorderamt und ein Hinteres Amt eingeteilt. Neumühlen gehörte zum Hinteren Amt. Es hatte 8 Anwesen, darunter eine Mühle und ein Hüthaus. Die Eigentümer hießen Schiffer, Gleissenthaler, Kuppl, Versiller, Wündt, Plasser.
1808 wurde die Verordnung über das allgemeine Steuerprovisorium erlassen. Mit ihr wurde das Steuerwesen in Bayern neu geordnet und es wurden Steuerdistrikte gebildet. Dabei kam Neumühlen zum Steuerdistrikt Nößwartling. Der Steuerdistrikt Nößwartling bestand aus den Ortschaften Nößwartling mit Blumhof, Holzhof, Kuglhof, Weihermühle, Grasfilzing mit Enklarn, Neumühlen.
1821 wurden im Landgericht Cham Gemeinden gebildet. Dabei kam Neumühlen zur landgerichtsunmittelbaren Gemeinde Nößwartling. Sie war weitgehend mit dem Steuerdistrikt Nößwartling identisch und umfasste die Ortschaften Blumhof, Elst, Grasfilzing, Holzhof, Kuglhof, Lindhof, Mühlberg, Neumühlen, Nößwartling, Tradhäusl, Weihermühle.
Im Zuge der Gebietsreform in Bayern wurde die Gemeinde Nößwartling 1972 nach Arnschwang eingemeindet, außer Neumühlen, dies gelangte zur Gemeinde Weiding.

## Expositur St. Marien Walting
Neumühlen gehörte zunächst zur Pfarrei Arnschwang. 1913 / 1914 wurde in Walting eine Kirche gebaut. 1915 wurde es zur Expositur erhoben. Der Kooperator von Arnschwang wurde nach Walting exponiert. Ab 1955 war die Seelsorgestelle in Walting nicht mehr besetzt. Zur Expositur Walting gehören Walting, Blumhof, Haid, Maiering, Neumühlen, Steinach. 1997 hatte die Expositur Walting insgesamt 322 Katholiken und 4 Nichtkatholiken. Neumühlen hatte 1997 76 Katholiken.

## Einwohnerentwicklung ab 1838
| Jahr | Einwohner | Gebäude |
| ---- | --------- | ------- |
| 1838 | 77        | 9       |
| 1861 | 53        | 22      |
| 1871 | 71        | 31      |
| 1885 | 77        | 14      |
| 1900 | 74        | 13      |
| 1913 | 78        | 12      |

| Jahr | Einwohner | Gebäude |
| ---- | --------- | ------- |
| 1925 | 81        | 13      |
| 1950 | 93        | 12      |
| 1961 | 59        | 17      |
| 1970 | 57        | k. A.   |
| 1987 | 67        | 22      |
| 2011 | 68        | k. A.   |

## Denkmalschutz und Tourismus
In Neumühlen, Waltinger Straße 3, steht ein denkmalgeschütztes Waldlerhaus. Es handelt sich um einen eingeschossigen und giebelständigen Flachsatteldachbau mit Blockbau-Kniestock und Giebelschrot. Es wurde in der 1. Hälfte des 19. Jahrhunderts erbaut, Denkmalnummer D-3-72-174-10.
Nordöstlich von Neumühlen befinden sich mehrere mesolithische Freilandstationen, Denkmalnummern D-3-6742-0030, D-3-6742-0031, D-3-6742-0057, eine spätpaläolithische und mesolithische Freilandstation, Denkmalnummer D-3-6742-0056 und eine vorgeschichtliche Siedlung, spätpaläolithische Freilandstation, Denkmalnummer D-3-6742-0071. Sie sind als Bodendenkmale ausgewiesen und zeugen von der frühen Besiedelung der Gegend.
Am Nordrand von Neumühlen führen die folgenden Fernradwege vorbei:
- Ostbayerischer Jakobs-Radpilgerweg (Eschlkam-Regensburg-Donauwörth)[27][28]
- Chambtal-Radweg[29]
- München-Regensburg-Prag Radweg[30]